# Jerzy Zakulski
Jerzy Zakulski (ur. 28 czerwca 1911 w Wadowicach, zm. 31 lipca 1947 w Warszawie) – polski prawnik, działacz podziemia niepodległościowego w czasie II wojny światowej oraz powojennego podziemia antykomunistycznego, komisarz konspiracyjnej Organizacji Polskiej na terenie Krakowa.

## Życiorys
Urodził się 28 czerwca 1911 w Wadowicach, w rodzinie Ludwika (1884–1945), nauczyciela, kierownika i dyrektora Państwowego Gimnazjum im. Mikołaja Kopernika w Krośnie (1923–1929), porucznika piechoty Wojska Polskiego. 
W latach 1929–1936 studiował prawo na Uniwersytecie Jagiellońskim. 3 listopada 1936 otrzymał dyplom magistra. Następnie odbył obowiązkową służbę wojskową, w ramach której ukończył Dywizyjny Kurs Podchorążych Rezerwy 6 DP przy 20 Pułku Piechoty w Krakowie. Został mianowany plutonowym podchorążym rezerwy.
Był współzałożycielem i działaczem Korporacji Akademickiej „Palestra”. Należał do Młodzieży Wszechpolskiej oraz Obozu Narodowo-Radykalnego, w ramach którego wchodził w skład tajnych struktur kierowniczych ONR – Organizacji Polskiej.
Wziął udział w kampanii wrześniowej. Współpracował z Organizacją Wojskową Związek Jaszczurczy, a od 1942 ze Służbą Cywilną Narodu jako kierownik krakowskich struktur organizacji. Był również działaczem konspiracyjnego środowiska adwokackiego w ramach tajnej krakowskiej Okręgowej Rady Adwokackiej oraz Związku Odbudowy Prawa. Zakulski był także kierownikiem Wydziału Kontrwywiadu Komendy Okręgu Kraków Narodowych Sił Zbrojnych w latach 1943–1944. Brał udział w akcji pomocy Żydom, między innymi ukrywając dwie Żydówki w swoim mieszkaniu. 
Po wojnie współpracował z organizacją „NIE”, Delegaturą Sił Zbrojnych na Kraj oraz Organizacją Polską ONR, której był komisarzem na terenie Krakowa, prowadząc działalność wywiadowczą. Jerzy Zakulski został aresztowany w październiku 1946 i poddany brutalnemu śledztwu, a następnie oskarżony o szpiegostwo. Proces Zakulskiego i jego 7 współpracowników toczył się w maju i czerwcu 1947 przed Wojskowym Sądem Rejonowym w Warszawie. Jerzy Zakulski został skazany na śmierć i stracony w Areszcie Śledczym Warszawa-Mokotów 31 lipca 1947.
27 kwietnia 1993 Prezydent RP Lech Wałęsa odznaczył go pośmiertnie Krzyżem Narodowego Czynu Zbrojnego.

## Źródła
- Rocznik Oficerski Rezerw 1934. Biuro Personalne Ministerstwa Spraw Wojskowych, 1934.
- Stanisław J. Jaźwiecki. Adwokat Jerzy Zakulski. „Palestra”. 46/1-2(529-530), 2002. Warszawa.
- Mecenas-narodowiec, który ratował Żydów. prawy.pl. [dostęp 2016-05-10]. (pol.).
- W.J. Muszyński, „Czarny Mecenas“, Biuletyn Instytutu Pamięci Narodowej, 9, 2009, 3, s. 53-56.